# Cannero Riviera
Cannero Riviera – miejscowość i gmina we Włoszech, w regionie Piemont, w prowincji Cusio Ossola.
Według danych na rok 2004 gminę zamieszkiwało 1050 osób, 75 os./km².

## Bibliografia

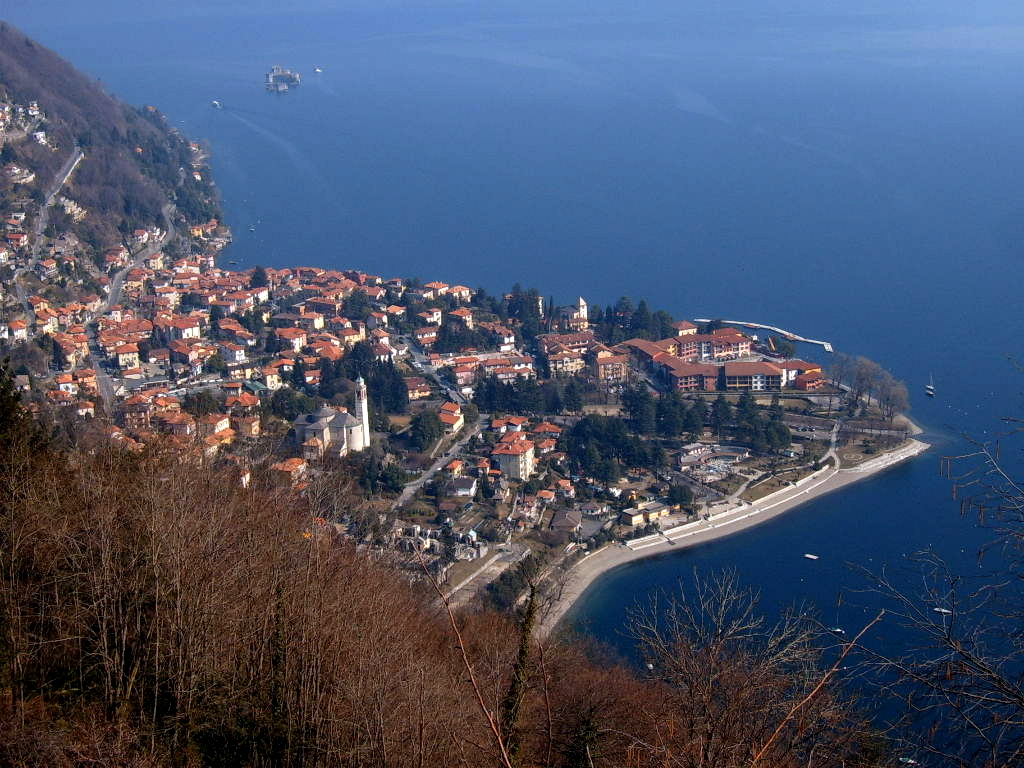
Widok miejscowości